# ブラバント公国

ブラバント公国
Hertogdom Brabant (オランダ語)
Duché de Brabant (フランス語)

国の標語: Were di
1350年

ブラバント公国（オランダ語: Hertogdom Brabant、フランス語: Duché de Brabant、ドイツ語: Herzogtum Brabant）は、低地諸国にあったかつての公爵領。現在のベルギーのフラームス＝ブラバント州、ブラバン・ワロン州、アントウェルペン州およびブリュッセル首都圏地域、オランダの北ブラバント州を含んでいた。
古代ローマ時代、ブラバントはガリア・ベルギカと低地ゲルマニアの2つの属州に含まれ、ゲルマン民族の大移動によってローマ帝国の支配が終るまで、ガリア人が居住していた。ブリュッセル、アントウェルペン、ルーヴェン、ブレダ、スヘルトーヘンボス、リール、ティルブルフ、アイントホーフェンが重要な都市だった。この地方の名前は、最初、スヘルデ川とダイル川の間に位置するカロリング朝フランク王国の州パグス・ブラクバテンシス（pagus Bracbatensis）として記録された。Brachaとは『新しい』、bantとは『地方』を意味する。

## 歴史

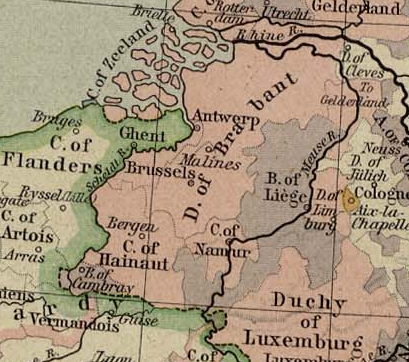
ブラバント公国、リエージュ司教領の歴史的地図。1477年

ブラバント伯爵領はロタリンギア公国内の封建的領地として成立し、959年のロタリンギアの分割後は下ロタリンギア内に含まれた。このようにして、この地は中部フランク王国と神聖ローマ帝国を構成する一部となった。1085年から1086年頃、より正確には先代ブラバント辺境伯、ロタリンギア宮中伯エルマン2世の死後、この領土はルーヴェン伯アンリ3世に割り当てられた。
ブラバント公国が公式に成立したのは1183年から1184年である。ブラバント公の世襲称号は、神聖ローマ皇帝フリードリヒ1世がブラバント公アンリ1世（下ロタリンギア公ゴドフロワ3世の息子）のために創設した。ブラバント公国として相当する国は全く小さく、ドンドル川とゼンヌ川の間の領土に限定されたけれども、ブリュッセルの西に位置し、その国名は13世紀以降公爵の管理下で国全体に適用されることになった。
1190年のゴドフロワ3世の死後、アンリ1世が下ロタリンギア公となった（事実上領土の権力なしの公爵位）。議定書によれば、彼の子孫全員はその結果ブラバント公及び下ロタリンギア公と呼ばれることになった。アンリ3世の代でカスティーリャ王アルフォンソ10世により、下ロタリンギア公はロチエ公（儀礼的な称号だけで領土を伴わない）に改められた。

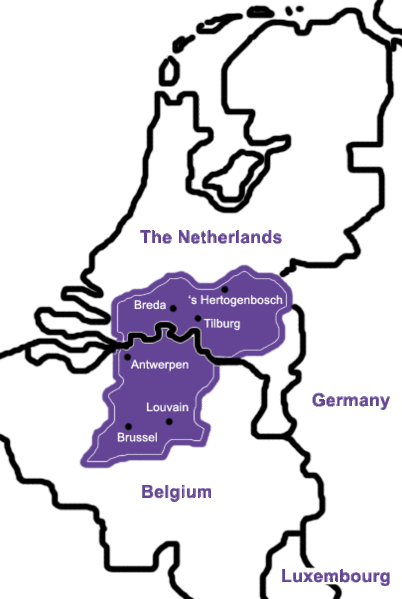
ブラバント公国の地図。領土は現在の北ブラバント州、アントウェルペン州、ブラバン・ワロン州、フラームス・ブラバント州、ブリュッセル首都圏地域とおよそ同じ大きさである。

1288年のヴォーリンゲンの戦い後、ブラバント公はリンブルク公国とオートルムーズ（当時のリエージュ司教領の一部）を得た。1354年、自由特権（Joyous Entry）がブラバント公ジャン3世によってブラバント諸都市の市民に授けられた。1430年、ロタリンギア、ブラバント、リンブルクの各公爵領はブルゴーニュ公フィリップ3世（善良公）に継承された。1477年、これらの称号はブルゴーニュ女公マリー・ド・ブルゴーニュがハプスブルク家のマクシミリアンと結婚したことから、その長男フィリップ美公以降ハプスブルク家の世襲となった。ブラバントのその後の歴史は、低地諸国またはネーデルラント17州の歴史の一部となる。
八十年戦争で、北部州（現在の北ブラバント州）はオランダ軍管理下に入った。1648年のヴェストファーレン条約後、ネーデルラント連邦共和国独立が批准され、北ブラバントは公式に連邦政府が治める領土として譲渡された。
南部は南ネーデルラントとしてスペイン・ハプスブルク家支配下に残った。同家の断絶後、スペイン継承戦争を経て1714年に支配権がオーストリア・ハプスブルク家へ移った。1795年に南部ネーデルラントがフランス革命軍に占領されると、ブラバント公国は消滅した。かつての領土は、ドゥー＝ネト（Deux-Nèthes、フランス第一帝政の地方行政区画の一つ。現在のアントウェルペン州）、ディル（Dyle、フランス第一帝政期の地方行政区画。後のブラバント州）に再編された。